# ゲイ文学
ゲイ文学（ゲイぶんがく）とは、同性愛の中でも、特に男性同性愛をテーマにした文学のことである。

## 世界のゲイ文学
中国では特に明・清の時代に男性同性愛を描写する小説が多く、『金蘭四友傳』『龍陽逸史』『宜春香質』『弁而釵』などが有名である。その以外でも前漢の『説苑』に収録されている「越人歌」などの詩がある。
英文学ではシェイクスピアは『ソネット集』で男性への熱い想いを詩にし、ゲイとして有名なオスカー・ワイルドは『ドリアン・グレイの肖像』で永遠の美青年をテーマにしている。トーマス・マンの『ヴェニスに死す』は美少年に恋をした芸術家が主人公であり、映画化もされている。アンドレ・ジッドの小説は直接ゲイは登場しないがゲイの感性が随所に表れており、評論『コリドン』ではゲイ擁護を繰り広げている。ジャン・コクトーは俳優ジャン・マレーと恋愛関係にあったことは有名で、自身がゲイで男娼経験もある異色の作家、ジャン・ジュネには『泥棒日記』、『薔薇の奇蹟』などの作品がある。
また1990年前後のバブルの頃には、エドマンド・ホワイト『ある少年の物語』、『美しい部屋は空っぽ』、パトリシア・ネル・ウォーレン『フロントランナー』、ジョン・フォックスの『潮騒の少年』なども日本語訳された。

## 日本におけるゲイ文学
日本では古代から江戸時代までの古典文学に男性同性愛を取り上げた作品が多くあり、研究書や書誌も多く出ている。いくつか例を挙げると江戸時代では、平賀源内の『根無草/根南志具佐』や『乱菊穴捜』、上田秋成『雨月物語』に収められた『菊花の契』、『青頭巾』などがあった。
明治時代以降では、ゲイ文学とまではいえないが、森鷗外の『ヰタ・セクスアリス』では学生寮の美少年愛好振りが描かれ、夏目漱石『こゝろ』では主人公と成人男性の微妙な感情が描かれている。谷崎潤一郎は『陰翳礼讃』で大名の衆道を取り上げ、美少年に憧れる感情は理解できるとし、他にも美少年を登場させた小説を遺している。ノーベル賞作家の川端康成にも少年同士の同性愛的な関係を描いた『少年』などがある。
日本ゲイ文学で除外できないのは三島由紀夫の作品である。彼は『仮面の告白』で少年時代の同性への恋慕を赤裸々に語り、『禁色』では昭和20年代（1945-1954年）の日本の同性愛世界を鮮やかに描き、同作は日本ゲイ文学の金字塔と評される。そのほか『三原色』や同性愛者の体育教師と男子生徒との濃密な性愛と切腹を描き、長年三島作品だとされてきた『愛の処刑』などがある。2005年、『愛の処刑』の直筆原稿が見つかったことで同作は三島作と確定した。因みに『愛の処刑』は「アドニス」別冊小説集「APOLLOO」に載ったもので、そこには三島由紀夫から頼まれたイラストレーターの三島剛が挿絵を4作寄せている。
その三島が称賛し、「第1回日本文学大賞」を受賞した稲垣足穂『少年愛の美学』（徳間書店）も有名である。福永武彦『草の花』は一高時代の下級生の美少年との淡い恋と失恋が綴られ、江戸川乱歩『孤島の鬼』では、主人公の男性に想いを寄せる美青年の苦悩が描かれる。乱歩は足穂とも親交があり、岩田準一と共に男色研究家としても知られるが、『少年探偵団シリーズ』の明智探偵と小林少年の関係は、どことなく同性愛的なムードを感じさせる。
中上健次の作品にも『奇蹟』（1989年）、両刀の男娼を描いた『讃歌』（1990年）、『異族』（1993年、未完）などがある。橋本治『桃尻娘』にも明るく爽やかなゲイが登場する。橋本は評論「蓮と刀」でもゲイについてかなり踏み込んだ考察を加えている。
平成時代から、1989年には比留間久夫の新宿二丁目を舞台にした小説『YES・YES・YES』が文藝賞を受賞し、週刊誌などで大きな話題になった。比留間久夫の2作目でゲイとニューハーフを描いた『ハッピー・バースデイ』（1990年）も話題を集めた。西野浩司のゲイ短篇集『ティッシュ』（1995年）、『森の息子』（1997年）も話題を呼んだ。『森の～』は「これ以上、君はなにが欲しいっていうのさ。果てるまでの快楽と僕の体液以外のなにを」と、男と男の濃密な性愛をポップに描いた。1996年には高校の男性教師と男子生徒との同性愛関係を描いた福島次郎『バスタオル』が第115回芥川賞候補になった。この作品はSEXの度に精液を拭って押入れに放り込んでいたバスタオルがタイトルになっており、宮本輝と石原慎太郎が絶賛している。
また、少ないものの詩では1988年に谷川俊太郎の「きみ」という幼い男の子から男の子への切ない恋心を書いた詩がある。